# Lijst van voetbalinterlands Oekraïne - Spanje
Deze lijst van voetbalinterlands is een overzicht van alle officiële voetbalwedstrijden tussen de nationale teams van Oekraïne en Spanje. De landen speelden tot op heden zeven keer tegen elkaar, te beginnen met een kwalificatiewedstrijd voor het Europees kampioenschap voetbal 2004, gespeeld op 29 maart 2003 in Kiev. Het laatste duel, een wedstrijd voor de UEFA Nations League 2020/21, vond plaats in de Oekraïense hoofdstad op 13 oktober 2020.

## Wedstrijden
| № | Plaats  | Datum             | Competitie                  | Wedstrijd         | Uitslag |
| - | ------- | ----------------- | --------------------------- | ----------------- | ------- |
| 1 | Kiev    | 29 maart 2003     | EK 2004 kwalificatie        | Oekraïne – Spanje | 2 – 2   |
| 2 | Elche   | 10 september 2003 | EK 2004 kwalificatie        | Spanje – Oekraïne | 2 – 1   |
| 3 | Leipzig | 14 juni 2006      | WK 2006                     | Spanje – Oekraïne | 4 – 0   |
| 4 | Sevilla | 27 maart 2015     | EK 2016 kwalificatie        | Spanje − Oekraïne | 1 − 0   |
| 5 | Kiev    | 12 oktober 2015   | EK 2016 kwalificatie        | Oekraïne − Spanje | 0 − 1   |
| 6 | Madrid  | 6 september 2020  | UEFA Nations League 2020/21 | Spanje − Oekraïne | 4 − 0   |
| 7 | Kiev    | 13 oktober 2020   | UEFA Nations League 2020/21 | Oekraïne − Spanje | 1 − 0   |

## Samenvatting
| Competitie          | Totaal gespeeld | Winst Oekraïne | Gelijk | Winst Spanje | Doelsaldo Oekraïne – Spanje |
| ------------------- | --------------- | -------------- | ------ | ------------ | --------------------------- |
| WK-eindronde        | 1               | 0              | 0      | 1            | 0 − 4                       |
| EK-kwalificatie     | 4               | 0              | 1      | 3            | 3 − 6                       |
| UEFA Nations League | 2               | 1              | 0      | 1            | 1 − 4                       |
| Totaal              | 7               | 1              | 1      | 5            | 4 − 14                      |

## Details

### Derde ontmoeting
| WK 2006 (Leipzig, Duitsland, 14 juni 2006): |                 | |
| Spanje | 4 – 0           | Oekraïne |
| Xabi Alonso 13' David Villa 17' David Villa 48' (strafschop) Fernando Torres 81'                                                                      | goals (assists) | |
| Luis Aragonés | bondscoach      | Oleh Blochin |
| Iker Casillas Mariano Pernia Carles Puyol Xavi Fernando Torres Luis García 77' Xabi Alonso 55' Sergio Ramos Marcos Senna David Villa 55' Pablo Ibáñez | opstellingen    | Oleksandr Sjovkovskyj Andrij Nesmatsjny Anatoli Tymosjtsjoek Vladimir Yezerskyi Andriy Rusol 46' Oleg Goesjev Andrij Voronin 46' Andriy Gusin Vladyslav Vashchuk 64' Roeslan Rotan Andrij Sjevtsjenko |
| David Albelda 55' Raul 55' Cesc Fàbregas 77' | wissels         | 46' Oleg Shelayev 46' Andriy Vorobey 64' Serhij Rebrov |
| | gele kaarten    | 17' Andriy Rusol 53' Vladimir Yezerskyi |
| | rode kaarten    | 47' Vladyslav Vashchuk |

### Vierde ontmoeting
| EK-kwalificatie (scheidsrechter Cüneyt Çakır, Sevilla, 27 maart 2015):                                                                             |              | |
| Spanje | 1 – 0        | Oekraïne |
| Álvaro Morata 28' | goals        | |
| Vicente del Bosque | bondscoach   | Michajlo Fomenko |
| Iker Casillas Sergio Ramos Gerard Piqué Juanfran Jordi Alba 79' Andrés Iniesta 74' David Jiménez Silva Sergio Busquets Isco Koke Álvaro Morata 65' | opstellingen | Andrij Pjatov Oleksandr Koetsjer Vjatsjeslav Sjevtsjoek Artem Fedetskyi Jevhen Chatsjeridi Roeslan Rotan Anatoli Tymosjtsjoek 76' Taras Stepanenko Jevhen Konopljanka Andriy Yarmolenko 32' Roman Zozoelja |
| Pedro Rodríguez Ledesma 65' Santi Cazorla 74' Juan Bernat 79'                                                                                      | wissels      | 32' 90+1' Artem Kravets 76' Denys Harmasj 90+1' Pylyp Boedkivskyi |
| Sergio Ramos 50' | gele kaarten | 16' Artem Fedetskyi 54' Artem Kravets 72' Oleksandr Koetsjer |

### Vijfde ontmoeting
| EK-kwalificatie (scheidsrechter Milorad Mažić, Kiev, 12 oktober 2015): |              | |
| Oekraïne | 0 – 1        | Spanje |
| | goals        | 21' Mario Gaspar |
| Michajlo Fomenko | bondscoach   | Vicente del Bosque |
| Andrij Pjatov Oleksandr Koetsjer Vjatsjeslav Sjevtsjoek Artem Fedetskyi Jaroslav Rakitskiy Roeslan Rotan 87' Taras Stepanenko Andriy Jarmolenko Jevhen Konopljanka Denys Harmasj 58' Artem Kravets 87'                  | opstellingen | David de Gea César Azpilicueta Mikel San José Xabier Etxeita Mario Gaspar Nacho 64' Cesc Fàbregas Thiago Alcântara Isco 75' Nolito 85' Paco Alcácer |
| Serhiy Rybalka 58' Oleksandr Zintsjenko 87' Jevhen Seleznjov 87' | wissels      | 64' Juan Mata 75' Jordi Alba 85' Sergio Busquets |
| Oleksandr Koetsjer 23' Taras Stepanenko 60' Artem Fedetskyi 77' | gele kaarten | 36' Thiago Alcântara 53' Mikel San José 88' David de Gea                                                                                            |
| - Debuut van Oleksandr Zintsjenko (FC Ufa) voor Oekraïne. - Debuut van Xabier Etxeita (Athletic Bilbao) en Mario Gaspar (Villarreal CF) voor Spanje. - Honderdste interland van Cesc Fàbregas (Chelsea FC) voor Spanje. |              | |

FFOe · A-internationals · Bondscoaches · Statistieken · Oekraïens vrouwenelftal · Olympisch elftal · Oekraïne U21 · Oekraïne U20 · Oekraïne U19 · Oekraïne U18 · Oekraïne U17 · Oekraïne U16
1992 – 1999 · 
2000 – 2009 · 
2010 – 2019 · 
2020 – 2029
EK's: 1992** · 
1996 · 
2000 · 
2004 · 
2008 · 
2012 · 
2016 · 
2020 · 
2024
WK's: 1994 · 
1998 · 
2002 · 
2006 · 
2010 · 
2014 · 
2018 ·
2022
1992 · 
1993 · 
1994 · 
1995 · 
1996 · 
1997 · 
1998 · 
1999 · 
2000 · 
2001 · 
2002 · 
2003 · 
2004 · 
2005 · 
2006 · 
2007 · 
2008 · 
2009 · 
2010 · 
2011 · 
2012 · 
2013 · 
2014 · 
2015 ·
2016 ·
2017 ·
2018 ·
2019 ·
2020 ·
2021
Albanië ·
Andorra ·
Armenië ·
Azerbeidzjan ·
Bahrein ·
België ·
Bosnië en Herzegovina ·
Brazilië ·
Bulgarije ·
Canada ·
Chili ·
Costa Rica ·
Cyprus ·
Denemarken ·
Duitsland ·
Engeland ·
Estland ·
Faeröer ·
Finland · 
Frankrijk ·
Georgië ·
Griekenland ·
Hongarije ·
Ierland ·
IJsland ·
Iran ·
Israël ·
Italië ·
Japan ·
Joegoslavië ·
Kameroen · 
Kazachstan ·
Kosovo ·
Kroatië ·
Letland ·
Libië ·
Litouwen ·
Luxemburg ·
Malta ·
Marokko ·
Mexico ·
Moldavië ·
Montenegro ·
Nederland ·
Nieuw-Zeeland ·
Niger ·
Nigeria ·
Noord-Ierland ·
Noord-Macedonië ·
Noorwegen ·
Oezbekistan ·
Oostenrijk ·
Polen ·
Portugal ·
Roemenië ·
Rusland ·
San Marino ·
Saoedi-Arabië ·
Schotland ·
Servië ·
Servië en Montenegro ·
Slovenië ·
Slowakije ·
Spanje ·
Tsjechië ·
Tunesië ·
Turkije ·
Uruguay ·
Verenigde Arabische Emiraten ·
Verenigde Staten ·
Wales ·
Wit-Rusland ·
Zuid-Korea ·
Zweden ·
Zwitserland
Duitsland (2016) ·
Engeland (2012) · 
Engeland (2021) ·
Frankrijk (2012) · 
Italië (2006) · 
Nederland (2021) · 
Noord-Ierland (2016) · 
Noord-Macedonië (2021) · 
Oostenrijk (2021) · 
Saoedi-Arabië (2006) ·
Spanje (2006) ·
Tunesië (2006) ·
Zweden (2012) · 
Zweden (2021) · 
Zwitserland (2006)
** = Onder de naam Gemenebest van Onafhankelijke Staten
RFEF · A-internationals · Selecties · Bondscoaches · Spaans vrouwenelftal · Olympisch elftal · Spanje U21 · Spanje U20 · Spanje U19 · Spanje U18 · Spanje U17 · Spanje U16 · Vrouwen U17
1920 – 1929 ·
1930 – 1939 ·
1940 – 1949 ·
1950 – 1959 ·
1960 – 1969 ·
1970 – 1979 ·
1980 – 1989 ·
1990 – 1999 ·
2000 – 2009 ·
2010 – 2019 ·
2020 − 2029
EK's: 1964 · 
1980 · 
1984 · 
1988 · 
1996 · 
2000 · 
2004 · 
2008 · 
2012 · 
2016 · 
2020 · 
2024
WK's: 1934 · 
1950 · 
1962 · 
1966 · 
1978 · 
1982 · 
1986 · 
1990 · 
1994 · 
1998 · 
2002 · 
2006 · 
2010 · 
2014 · 
2018 · 
2022
OS: 1920 ·
1924 · 
1928 · 
1968 · 
1976 · 
1980 · 
1992 · 
1996 · 
2000 · 
2012 ·
2020
1920 · 
1921 · 
1922 · 
1923 · 
1924 · 
1925 · 
1926 · 
1927 · 
1928 · 
1929 · 
1930 · 
1931 · 
1932 · 
1933 · 
1934 · 
1935 · 
1936 · 
1937 · 1939 · 1940 · 
1941 · 
1942 · 
1943 · 1944 · 
1945 · 
1946 · 
1947 · 
1948 · 
1949 · 
1950 · 
1952 · 
1952 · 
1953 · 
1954 · 
1955 · 
1956 · 
1957 · 
1958 · 
1959 · 
1960 · 
1961 · 
1962 · 
1963 · 
1964 · 
1965 · 
1966 · 
1967 · 
1968 · 
1969 · 
1970 · 
1971 · 
1972 · 
1973 · 
1974 · 
1975 · 
1976 · 
1977 · 
1978 · 
1979 · 
1980 · 
1981 · 
1982 · 
1983 · 
1984 · 
1985 · 
1986 · 
1987 · 
1988 · 
1989 · 
1990 · 
1991 · 
1992 · 
1993 · 
1994 · 
1995 · 
1996 · 
1997 · 
1998 · 
1999 · 
2000 · 
2001 · 
2002 · 
2003 · 
2004 · 
2005 · 
2006 · 
2007 · 
2008 · 
2009 · 
2010 · 
2011 · 
2012 · 
2013 ·
2014 ·
2015 ·
2016 ·
2017 ·
2018 ·
2019 ·
2020 ·
2021 ·
2022
Albanië ·
Algerije ·
Andorra ·
Argentinië ·
Armenië ·
Australië ·
Azerbeidzjan ·
België ·
Bolivia ·
Bosnië en Herzegovina ·
Brazilië ·
Bulgarije ·
Canada ·
Chili ·
China ·
Colombia ·
Costa Rica ·
Cyprus ·
DDR ·
Denemarken ·
Duitsland ·
Ecuador ·
Egypte ·
El Salvador ·
Engeland ·
Estland ·
Equatoriaal-Guinea · 
Faeröer ·
Finland ·
Frankrijk ·
GOS ·
Georgië ·
Griekenland ·
Haïti ·
Honduras ·
Hongarije ·
Ierland ·
IJsland ·
Irak ·
Iran ·
Israël ·
Italië ·
Ivoorkust ·
Japan ·
Joegoslavië ·
Jordanië ·
Kosovo ·
Kroatië ·
Letland ·
Liechtenstein ·
Litouwen ·
Luxemburg ·
Malta ·
Marokko ·
Mexico ·
Nederland ·
Nieuw-Zeeland ·
Nigeria ·
Noord-Ierland ·
Noord-Macedonië ·
Noorwegen ·
Oekraïne ·
Oostenrijk ·
Panama ·
Paraguay ·
Peru ·
Polen ·
Portugal ·
Puerto Rico ·
Roemenië ·
Rusland ·
San Marino ·
Saoedi-Arabië ·
Schotland ·
Servië ·
Servië en Montenegro ·
Slovenië ·
Slowakije ·
Sovjet-Unie ·
Tahiti ·
Tsjechië ·
Tsjecho-Slowakije ·
Tunesië ·
Turkije ·
Uruguay ·
Venezuela ·
Verenigde Staten ·
Wales ·
Wit-Rusland ·
Zuid-Afrika ·
Zuid-Korea ·
Zweden ·
Zwitserland
Australië (2014) ·
Brazilië (2013) ·
Chili (2010) ·
Chili (2014) ·
Costa Rica (2022) ·
Duitsland (2008) ·
Duitsland (2022) ·
Engeland (1982) ·
Engeland (2024) ·
Frankrijk (1984) ·
Frankrijk (2006) ·
Frankrijk (2012) ·
Frankrijk (2021) ·
Griekenland (2008) ·
Honduras (2010) ·
Ierland (2012) ·
Iran (2018) ·
Italië (2008) ·
Italië (2012, 1) ·
Italië (2012, 2) ·
Italië (2016) ·
Italië (2021) ·
Japan (2022) ·
Kroatië (2012) ·
Kroatië (2021) ·
Marokko (2018) ·
Marokko (2022) ·
Nederland (2010) ·
Nederland (2014) ·
Oekraïne (2006) ·
Paraguay (2002) ·
Polen (2021) ·
Portugal (2012) ·
Portugal (2018) ·
Rusland (2008, 1) ·
Rusland (2008, 2) ·
Rusland (2018) ·
Saoedi-Arabië (2006) ·
Slovenië (2002) ·
Slowakije (2021) ·
Sovjet-Unie (1964) ·
Tsjechië (2016) ·
Tunesië (2006) ·
Turkije (2016) ·
West-Duitsland (1982) ·
Zuid-Afrika (2002) ·
Zweden (2008) ·
Zweden (2021) ·
Zwitserland (2010) ·
Zwitserland (2021)